# 王俸 (嘉靖辛丑進士)
王俸（1515年—？），字守道，號冉山，浙江杭州右衛官籍直隸宿州人，明朝政治人物。

## 生平
杭州府學增廣生，嘉靖十六年（1537年）浙江鄉試第七十九名舉人。嘉靖二十年（1541年）中式辛丑科會試第五十二名，登第三甲第一百五十八名進士。二十二年授江西丰城县知县。

## 家族
曾祖王澤，杭州右衛都指揮僉事；祖父王埜，義官；父王廉（1498年-1577年），字文義，號東墅，母徐氏；繼母李氏。重庆下。兄王儒，都指挥佥事。弟化、佶、佃、儀、俊、仲、佩。